# Prêmio Emmy Internacional Digital de Programa de Não-ficção
O Prêmio Emmy Internacional Digital de Programa de Não-ficção é uma das categorias do Prêmio Emmy Internacional Digital entregue desde 2009 pela Academia Internacional das Artes & Ciências Televisivas a conteúdos criados para plataformas digitais (mobile, internet, TV interativa e outros). Os vencedores são conhecidos durante o MIPTV, em Cannes, na França.

## Vencedores
| Ano  | Vencedor                 | País          | Emissora                                    |
| ---- | ------------------------ | ------------- | ------------------------------------------- |
| 2009 | Britain From Above       | Reino Unido   | BBC / Lion                                  |
| 2010 | Virtual Revolution       | Reino Unido   | BBC / The Open University                   |
| 2011 | Out My Window            | Canadá        | National Film Board of Canada               |
| 2012 | Live from the Clinic     | Reino Unido   | Maverick Television / Channel 4             |
| 2013 | Entertainment Experience | Países Baixos | FCCE / Ziggo                                |
| 2014 | D-Day As It Happens      | Reino Unido   | Windfal Films / Digit London / Channel 4    |
| 2015 | Last Hijack              | Países Baixos | Submarine Channel / Razor Film / ZDF / IKON |